# 조선민주주의인민공화국의 소방
조선민주주의인민공화국의 소방(朝鮮民主主義人民共和國- 消防, 영어: Fire service in Democratic of People's Republic of Korea)은 조선민주주의인민공화국 인민보안성 보안국 산하의 호안국에서 담당한다. 대한민국의 소방 조직과 달리 화재의 진압과 예방 업무가 고유 업무이나, 화재 발생지역의 인명구조와 지진피해시의 구조자연재난의 대응에도 동원되는 것으로 추정된다.
이러한 업무를 하기 위하여 소방대를 설치하고 장비를 운용하고 있으나, 경찰의 사무로 편제되어 전담 조직은 존재하지 않는다. 장비 등의 낙후 실태는 조선민주주의인민공화국 특유의 폐쇄성으로 인해 북한 이탈 주민의 증언 등 신뢰하기 어려운 방법으로 알려지고 있을 뿐이다.

## 조직
중앙조직은 조선민주주의인민공화국 인민보안성 산하기관인 호안국에서 관리하는 것으로 여겨지며, 지방조직은 도보안부나 시·군 보안서의 한 부서로 존재한다.

### 중앙 조직
인민보안성이 담당하고는 있으나, 인민보안성의 실질적인 주요 임무는 '사회주의 건설에 방해되는 요소를 적발·제거하며, 노동당 독재 강화 및 주민 통제'로, 소방과 재난대응을 담당하는 별도 조직은 존재하지 않는다.

### 지방 조직
관할에 따라 인민보안소방대와 자위소방대로 나뉜다. 자위소방대는 소방을 전담하는 산업소방대와 일반인으로 이루어진 군중자위소방대로 나뉜다. 인민보안소방대는 대체로 시·군에 두되, 규모가 특별히 크고 화재의 위험성이 높은 장소에 한해 인민보안소방대를 추가 설치하거나 산업소방대를 설치한다. 이를 근거로 개성공업지구에는 대한민국 국적의 자위소방대원 6명과 조선민주주의인민공화국 국적의 산업소방대원 32명이 편성되어있다.

## 소방대원
인민보안소방대의 구성원 대부분이 군복무를 하는 하사관소방대원과 초기복무운전기사로, 소방 대응의 수준과 전문성에서 떨어질 것으로 추측된다.

## 낙후성
소방대원 출신인 북한 이탈 주민의 증언에 따르면 긴급전화로 재난을 신고하는 경우는 드물고, 인명구조를 위한 상설기구는 존재하지 않으며, 소방대는 군 보안서 호안과에 소속되어 있으며 그나마도 없는 곳이 많다. 소화전은 설비되어있다 하더라도 전기가 공급되지 않아 물을 보충할 수 없으며, 개인장비는 군용 방탄모와 군용 우비를 방화복으로 착용한다.

## 같이 보기
- 조선민주주의인민공화국의 경찰